# 伪代码

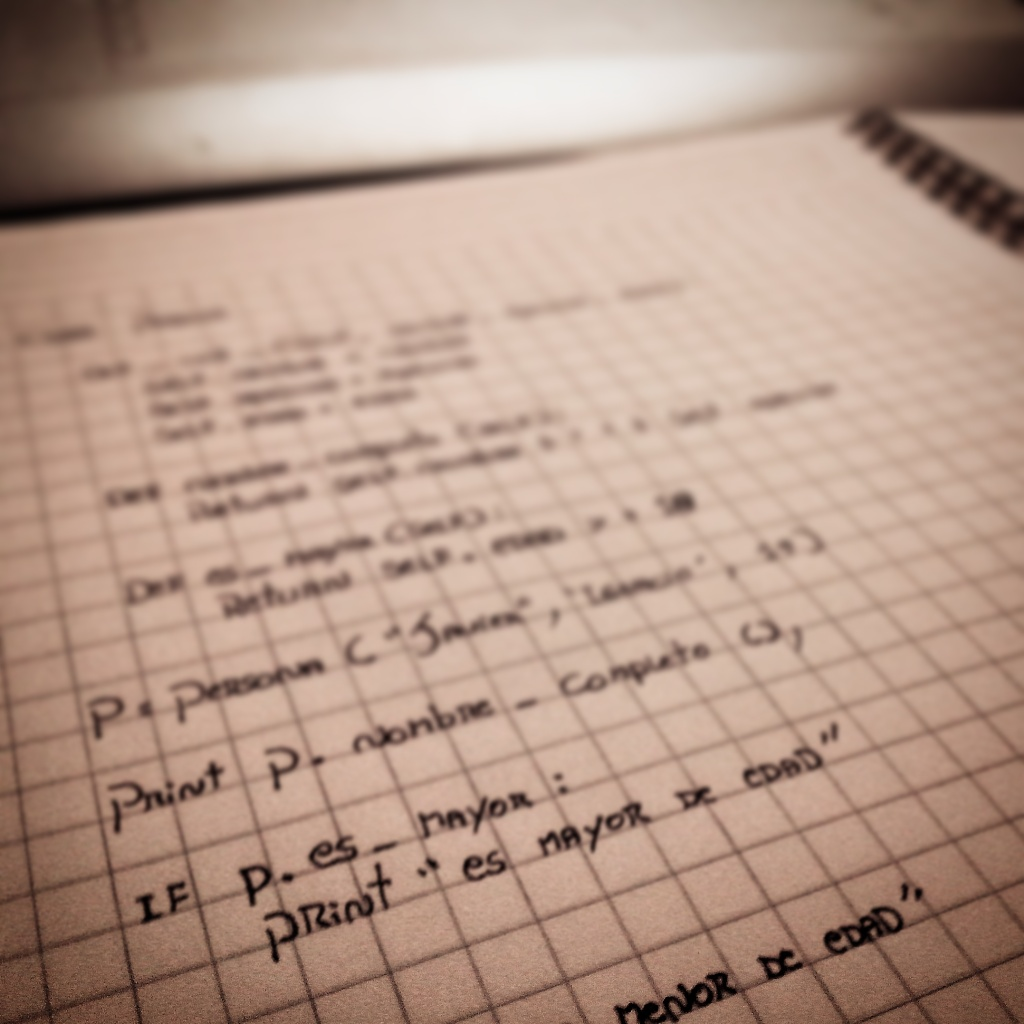
虛擬碼手稿

伪代码（英語：pseudocode），又称为虚拟代码，是一种高层次描述算法的方法。它不是现实存在的编程语言（已经出现了类似伪代码的语言，参见Nuva）；它可能综合使用多种编程语言的语法、保留字，甚至会用到自然语言。
它以编程语言的书写形式指明算法的职能。相比于程序语言（例如Java、C++、C、Delphi 等等）它更类似自然语言。它是半形式化、不标准的语言。我们可以将整个算法运行过程的结构用接近自然语言的形式（这里可以使用任何一种作者熟悉的文字，例如中文、英文，重点是将程序的意思表达出来）描述出来。使用伪代码，可以帮助我们更好地表述算法，不用拘泥于具体的实现。
人们在用不同的编程语言实现同一个算法时意识到，他们做出来的实现（而非功能）很不同。程序员要理解一个用他們并不熟悉的编程语言编写的程序，可能是很困难的，因为程序语言的形式限制了程序员对程序关键部分的理解，而伪代码可以用于帮助人们理解解释代码的语法、规则、内涵和结构。于是伪代码就这样应运而生了。
当考虑算法功能（而不是其语言实现）时，伪代码常常得到应用。计算机科学在教学中通常使用伪代码，以帮助学习者能够快速并透彻地理解。

### 常見數學符號
| 操作類型   | 符號             | 範例              |
| ---------- | ---------------- | ----------------- |
| 分配       | ← or :=          | c ← 2πr, c := 2πr |
| 比較       | =, ≠, <, >, ≤, ≥ |                   |
| 算術       | +, −, ×, /, mod  |                   |
| 上界/下界  | ⌊, ⌋, ⌈, ⌉       | a ← ⌊b⌋ + ⌈c⌉     |
| 邏輯       | and, or          |                   |
| 總和、乘積 | ∑ ∏              | h ← ∑a∈A 1/a      |